# Отрохи
Отрохи (укр. Отрохи) — село в Козелецком районе Черниговской области Украины. Население 226 человек. Занимает площадь 1,274 км².
Код КОАТУУ: 7422085602. Почтовый индекс: 17021. Телефонный код: +380 4646.

## История
Село было основано в 1811 году. В прошлом, основными занятиями местных жителей были лесные промыслы: бортничество, стеклоделие, изготовление поташа и другие. Согласно местной легенде, когда-то здесь жили беглецы от помещиков, которых называли "отроками" или "отрохами". Эти люди селились в труднодоступных местах, скрываясь от преследования.

## География
Село находится в 40 километрах к северо-востоку от Козелеца. Находится в междуречье Днепра и Десны и являются центром Межреченского регионального ландшафтного парка. К северо-западу от села расположено болото Бондаревское.

## Власть
Орган местного самоуправления — Моровский сельский совет. Почтовый адрес: 17021, Черниговская обл., Козелецкий р-н, с. Моровск, ул. Адама Мольченко, 2.
В Отрохах находится административное здание Межреченского регионального ландшафтного парка.